# Asahan (huyện)
Asahan (huyện) là một huyện (kabupaten) thuộc tỉnh Bắc Sumatra, Indonesia. Huyện lỵ đóng ở Kisaran. Huyện có diện tích 4.581 km2 và dân số theo điều tra năm 2000 là 935.233 người. Vương quốc Hồi giáo Asahan đã nằm ở khu vực.

## Các đơn vị hành chính
Huyện gồm có 25 phó huyện hành chính (kecamatan):
Aek Kuasan •
Aek Ledong •
Aek Songsongan •
Air Batu •
Air Joman •
Bandar Pasir Mandoge •
Bandar Pulau •
Buntu Pane •
Kota Kisaran Barat •
Kota Kisaran Timur •
Meranti •
Pulau Rakyat •
Pulo Bandring •
Rahuning •
Rawang Panca Arga •
Sei Dadap •
Sei Kepayang •
Sei Kepayang Barat •
Sei Kepayang Timur •
Setia Janji •
Silau Laut •
Simpang Empat •
Tanjung Balai •
Teluk Dalam •
Tinggi Raja
1. ↑  Seta,William J. Atlas Lengkap Indonesia dan Dunia (untuk SD, SMP, SMU, dan Umum). Pustaka Widyatama. tr. 9. ISBN 9796102323.